# Ryōtarō Meshino
Ryotaro Meshino (食野 亮太郎?, Meshino Ryōtarō; Osaka, 18 giugno 1998) è un calciatore giapponese, centrocampista o attaccante del Gamba Osaka.

## Caratteristiche tecniche
È un trequartista, che può agire anche sulla fascia sinistra offensiva giocando come ala.

## Carriera
Cresciuto nel Gamba Osaka, ha debuttato in prima squadra l'8 aprile 2018 disputando l'incontro di J1 League perso 1-0 contro il Vissel Kōbe. Il 9 agosto 2019 è stato acquistato dal Manchester City, che lo ha girato in prestito agli Hearts fino al termine della stagione.

## Statistiche

### Presenze e reti nei club
Statistiche aggiornate all'8 dicembre 2024.
| Stagione                | Club                    | Campionato              | Campionato | Campionato | Coppe nazionali | Coppe nazionali | Coppe nazionali | Coppe continentali | Coppe continentali | Coppe continentali | Altre coppe | Altre coppe | Altre coppe | Totale | Totale |
| Stagione                | Club                    | Comp                    | Pres       | Reti       | Comp            | Pres            | Reti            | Comp               | Pres               | Reti               | Comp        | Pres        | Reti        | Pres   | Reti   |
| ----------------------- | ----------------------- | ----------------------- | ---------- | ---------- | --------------- | --------------- | --------------- | ------------------ | ------------------ | ------------------ | ----------- | ----------- | ----------- | ------ | ------ |
| 2016                    | Gamba Osaka U-23        | J3                      | 13         | 1          | -               | -               | -               | -                  | -                  | -                  | -           | -           | -           | 13     | 1      |
| 2017                    | Gamba Osaka U-23        | J3                      | 20         | 3          | -               | -               | -               | -                  | -                  | -                  | -           | -           | -           | 20     | 3      |
| 2018                    | Gamba Osaka U-23        | J3                      | 15         | 5          | -               | -               | -               | -                  | -                  | -                  | -           | -           | -           | 15     | 5      |
| gen.-ago. 2019          | Gamba Osaka U-23        | J3                      | 8          | 8          | -               | -               | -               | -                  | -                  | -                  | -           | -           | -           | 8      | 8      |
| Totale Gamba Osaka U-23 | Totale Gamba Osaka U-23 | Totale Gamba Osaka U-23 | 56         | 17         |                 | -               | -               |                    | -                  | -                  |             | -           | -           | 56     | 17     |
| 2017                    | Gamba Osaka             | J1                      | 0          | 0          | CG+CdL          | 0               | 0               | ACL                | 0                  | 0                  | -           | -           | -           | 0      | 0      |
| 2018                    | Gamba Osaka             | J1                      | 11         | 0          | CG+CdL          | 1+5             | 0+1             | -                  | -                  | -                  | -           | -           | -           | 17     | 1      |
| gen.-ago. 2019          | Gamba Osaka             | J1                      | 12         | 3          | CG+CdL          | 1+4             | 1+1             | -                  | -                  | -                  | -           | -           | -           | 17     | 5      |
| 2019-2020               | Hearts                  | SP                      | 19         | 3          | SC+CdL          | 0+2             | 0               | -                  | -                  | -                  | -           | -           | -           | 21     | 3      |
| 2020-2021               | Rio Ave                 | PL                      | 19+2       | 3+0        | CP              | 2               | 1               | UEL                | 1                  | 0                  | -           | -           | -           | 24     | 4      |
| 2021-2022               | Estoril Praia           | PL                      | 9          | 1          | CP              | 2               | 0               |                    | -                  | -                  |             | -           | -           | 11     | 1      |
| lug.-dic. 2022          | Gamba Osaka             | J1                      | 13         | 2          | -               | -               | -               | -                  | -                  | -                  | -           | -           | -           | 13     | 2      |
| 2023                    | Gamba Osaka             | J1                      | 27         | 3          | CG+CdL          | 1+7             | 0+1             | -                  | -                  | -                  | -           | -           | -           | 35     | 4      |
| 2024                    | Gamba Osaka             | J1                      | 11         | 0          | CG+CdL          | 3+1             | 0               | -                  | -                  | -                  | -           | -           | -           | 15     | 0      |
| Totale Gamba Osaka      | Totale Gamba Osaka      | Totale Gamba Osaka      | 74         | 8          |                 | 23              | 4               |                    | 0                  | 0                  |             | -           | -           | 97     | 12     |
| Totale carriera         | Totale carriera         | Totale carriera         | 179        | 32         |                 | 29              | 5               |                    | 1                  | 0                  |             | -           | -           | 209    | 37     |

### Cronologia presenze e reti in nazionale
| Cronologia completa delle presenze e delle reti in nazionale ― Giappone under 23 | Cronologia completa delle presenze e delle reti in nazionale ― Giappone under 23 | Cronologia completa delle presenze e delle reti in nazionale ― Giappone under 23 | Cronologia completa delle presenze e delle reti in nazionale ― Giappone under 23 | Cronologia completa delle presenze e delle reti in nazionale ― Giappone under 23 | Cronologia completa delle presenze e delle reti in nazionale ― Giappone under 23 | Cronologia completa delle presenze e delle reti in nazionale ― Giappone under 23 | Cronologia completa delle presenze e delle reti in nazionale ― Giappone under 23 |
| Data                                                                             | Città                                                                            | In casa                                                                          | Risultato                                                                        | Ospiti                                                                           | Competizione                                                                     | Reti                                                                             | Note                                                                             |
| -------------------------------------------------------------------------------- | -------------------------------------------------------------------------------- | -------------------------------------------------------------------------------- | -------------------------------------------------------------------------------- | -------------------------------------------------------------------------------- | -------------------------------------------------------------------------------- | -------------------------------------------------------------------------------- | -------------------------------------------------------------------------------- |
| 14-10-2019                                                                       | Recife                                                                           | Brasile under 23                                                                 | 2 – 3                                                                            | Giappone under 23                                                                | Amichevole                                                                       | -                                                                                |                                                                                  |
| 17-11-2019                                                                       | Hiroshima                                                                        | Giappone under 23                                                                | 0 – 2                                                                            | Colombia under 23                                                                | Amichevole                                                                       | -                                                                                | 83’                                                                              |
| 9-1-2020                                                                         | Rangsit                                                                          | Giappone under 23                                                                | 1 – 2                                                                            | Arabia Saudita under 23                                                          | Coppa d'Asia AFC Under-23 2020                                                   | 1                                                                                |                                                                                  |
| 12-1-2020                                                                        | Rangsit                                                                          | Siria under 23                                                                   | 2 – 1                                                                            | Giappone under 23                                                                | Coppa d'Asia AFC Under-23 2020                                                   | -                                                                                | 67’                                                                              |
| 15-1-2020                                                                        | Bangkok                                                                          | Qatar under 23                                                                   | 1 – 1                                                                            | Giappone under 23                                                                | Coppa d'Asia AFC Under-23 2020                                                   | -                                                                                | 83’                                                                              |
| 26-3-2021                                                                        | Chōfu                                                                            | Giappone under 23                                                                | 0 – 1                                                                            | Argentina under 23                                                               | Amichevole                                                                       | -                                                                                | 79’                                                                              |
| 29-3-2021                                                                        | Kitakyūshū                                                                       | Giappone under 23                                                                | 3 – 0                                                                            | Argentina under 23                                                               | Amichevole                                                                       | -                                                                                | 83’                                                                              |
| 5-6-2021                                                                         | Fukuoka                                                                          | Giappone under 23                                                                | 6 – 0                                                                            | Ghana under 23                                                                   | Amichevole                                                                       | -                                                                                | 67’                                                                              |
| 12-6-2021                                                                        | Toyota                                                                           | Giappone under 23                                                                | 4 – 0                                                                            | Giamaica under 23                                                                | Amichevole                                                                       | -                                                                                | 65’                                                                              |
| Totale                                                                           |                                                                                  | Presenze                                                                         | 9                                                                                |                                                                                  | Reti                                                                             | 1                                                                                |                                                                                  |